# Противостояние (фильм, 2001)
«Противостояние» (англ. The One) — американский фантастический боевик 2001 года, поставленный режиссёром Джеймсом Вонгом. В главных ролях снялись Джет Ли, Карла Гуджино, Джейсон Стейтем и Делрой Линдо.

## Сюжет
Преступник по имени Гэбриэл Юлоу, бывший член организации по контролю межпространственных перемещений, старается найти и убить своих аналогов в параллельных мирах, чтобы забрать в себя их единую жизненную силу, которую они все делят. Убивая другие версии себя и забирая их силу, Юлоу хочет стать богом.
Единственный, кто его может остановить, — последний оставшийся в живых аналог, Гэбриэл Лоу, работающий в департаменте шерифа округа Лос-Анджелес в почти точной копии нашего мира (Джордж Буш остался президентом США, но некоторые из его политических решений отличались). Гэбриэл не знал о существовании мультивселенной до событий фильма. Ему помогает агент МВА (Мультивселенское Агентство), на которое когда-то работал Юлоу. МВА считает, что убийство Гэбриэла может привести к гибели всей мультивселенной.
Фильм начинается в мире, похожем на наш, только там президентом США стал Альберт Гор, и оружие полицейских имеет электронную начинку. Преступника-свидетеля Лоулесса, версию Юлоу в этом мире, переводят под конвоем в гараж полицейского участка. Когда его ведут мимо камер других преступников, один безуспешно бросает в него нож; ответный удар Лоулесса оставляет вмятину на решётке. Внезапно некто из вентиляционной трубы убивает Лоулесса. На глазах у изумлённых полицейских из трубы выпрыгивает Юлоу, точь-в-точь похожий на их заключённого. Используя сверхчеловеческую реакцию и силу, Юлоу выводит из строя полицейских и убегает. За ним мчатся другие полицейские и двое личностей со странным оружием. Убегая от них со скоростью в 65 км/ч, Юлоу прибывает на задний двор жилого дома. Там с ним встречаются те двое людей, которые оказываются агентами МВА Роудеккером и Фуншем. Они оглушают Юлоу и транспортируют его в штаб МВА через квантовый туннель.
Юлоу предстаёт перед судом за убийства 123 версий себя в других вселенных, его готовят отослать на каторгу в другой вселенной. Однако сообщница Юлоу запускает заминированную мышь, вызвав взрыв. Освободившийся Юлоу изменяет координаты туннеля и сбегает в другой мир. Роудеккер и Фунш устремляются за ним.
В другом мире ситуация похожа на предыдущую: полицейские готовятся к конвою свидетеля. На этот раз Гэбриэл «Гэйб» Лоу является полицейским. В гараже он чувствует, что что-то не так, перед тем как раздаются выстрелы из вентиляции. Свидетель убит шальной пулей, но Гэйб успевает увернуться. Неизвестный стрелок убегает от полицейских и перепрыгивает через четырёхметровую стену. Гэйбу удаётся совершить то же самое (к его же удивлению), и он оказывается лицом к лицу с Юлоу, который собирается его убить, но сверху в Юлоу стреляют Роудеккер и Фунш, и он убегает. Ничего не понимающий Гэйб возвращается домой к жене Ти Кей, являющейся версией подруги Юлоу. Она убеждает его пойти в больницу на проверку. Там они встречают других полицейских, и Гэйб отправляется на МРТ, отдав жене своё обручальное кольцо. Во время МРТ на доктора нападает Юлоу, но его спасают Роудеккер и Фунш. После перестрелки Юлоу убегает, и его замечает камера слежения. Когда выходит Гэйб, все считают, что именно он виновен в перестрелке, и его друзья-полицейские просят его сдаться. Он убегает, по пути ломая ружьё охранника как спичку, доказывая, что его силы сравнимы с силами Юлоу.
Роудеккер, наконец, плюёт на устав и даёт задание Фуншу. Он показывает ему гранату и говорит, что когда часы Фунша загорятся красным, тогда он должен убить Гэйба, так как Юлоу будет мёртв. Юлоу убегает из больницы на санитарной машине, но там его подстерегает Роудеккер, знающий повадки бывшего напарника. После короткого разговора Юлоу нарочно врезает машину в столб, оглушая Роудеккера. Тем временем Фунш преследует Гэйба до станции метро и рассказывает ему правду о мультивселенной и Юлоу. Гэйб считает, что Фунш — псих, и уходит. Юлоу и Роудеккер вступают в драку, но силы неравны — опыт Роудеккера не может сравниться с почти мгновенной реакцией Юлоу. Роудеккер погибает. Юлоу обезвреживает гранату, и часы Фунша загораются красным. Собираясь убить двойника Гэйба, он понимает, что, скорее всего, план Роудеккера провалился, и просит помощи у него.
Наутро Ти Кей возвращается домой в сопровождении полицейских. Они осматривают дом, но никого не находят. Юлоу прячется на чердаке и просит Ти Кей (притворяясь Гэйбом) дать ей «его» револьвер. Она его разоблачает, но он забирает оружие и убивает её на глазах у подоспевшего Гэйба. Полицейские считают, что убийца — Гэйб, и преследуют его. Фунш забирает его на машине, и они уезжают. Заправляя машину, Фунш говорит, что если Юлоу погибнет, то ему придётся убить и Гэйба, чтобы сохранить мультивселенную. Гэйбу всё равно — им движет жажда мести. Они знают, где будет Юлоу — на пустующей фабрике, где откроется следующий туннель. Прибыв туда, они еле успевают увернуться от гранаты, брошенной Юлоу, после чего Гэйб вступает с ним в поединок. Юлоу избивает его, несмотря на равные силы. Но затем Гэйб меняет стиль борьбы и побеждает самоуверенного двойника с помощью подоспевшего Фунша. Он затаскивает Юлоу в зону перемещения, но не успевает сам отойти. Все трое прыгают в штаб МВА, где одного из них собираются тут же перебросить в тюрьму. Но Фунш видит на его пальце след от обручального кольца и понимает, что это Гэйб, а не Юлоу. Двойников меняют местами, и Юлоу, наконец, оказывается в заключении. Гэйба собираются вернуть домой (у него нет МВА паспорта), несмотря на протесты Фунша, что его арестуют за убийство жены. Понимая, что начальство не переубедить, Фунш лично набирает координаты прыжка.
После прыжка Гэйб обнаруживает себя на мостовой и спасает собаку от машины. Неожиданно он понимает, что попал не домой — все машины электрические. Он несёт раненую собаку в ближайшую ветеринарную клинику и встречает там девушку-аналога Ти Кей. Поскольку Юлоу ранее устранил его собственного аналога в этой вселенной, Гейб гармонично вписывается вместо него в свою новую, счастливую линию жизни.
Юлоу обнаруживает себя на каторге во «Вселенной Аид», где на него бросаются другие преступники, чтобы показать ему его «место под шконкой». Его последние слова перед дракой — «Я буду единственным!»

## В ролях
| Актёр            | Роль                                         |
| ---------------- | -------------------------------------------- |
| Джет Ли          | Габриэл Ю-Лоу / Лоулесс / Габриэл «Гэйб» Лоу |
| Джейсон Стейтем  | Эван Фунш                                    |
| Карла Гуджино    | Мэсси Уолш / Ти Кей                          |
| Делрой Линдо     | Рабочий заправки / Роудеккер                 |
| Джеймс Моррисон  | Заключённый #1 / Олдрич                      |
| Дилан Бруно      | Йейтс                                        |
| Ричард Штейнметз | д’Антони                                     |
| Стив Рэнкин      | Диспетчер МВА                                |

## Саундтрек
1. Drowning Pool — «Bodies»
2. Drowning Pool — «Sinner»
3. Disturbed — «Down with the Sickness»
4. Godsmack — «Awake»
5. Jesse Dayton (англ.) — «Train of Dreams»
6. Papa Roach — «Blood Brothers»
7. Papa Roach — «Last Resort»
8. Linkin Park — «Papercut»

## Производство
В фильме предполагалось участие Дуэйна Джонсона, но он отказался, отдав предпочтение съёмкам в фильме «Царь скорпионов».

## Прокат
При бюджете почти в 49 млн долларов, фильм собрал в прокате 19 112 404 долларов в первую неделю премьеры в Северной Америке. В общей сложности в домашнем прокате картина принесла 43 905 746 долларов. В международном прокате фильм собрал 36 179 397 долларов, что составило 80 085 143 долларов суммы общей выручки от проката.

## Критика
Фильм получил преимущественно отрицательные отзывы. Основанный на 90 обзорах, собранных на сайте-агрегаторе Rotten Tomatoes, на октябрь 2022 рейтинг фильма составил 13 % со средним баллом 3 из 10.